# Göttelborn
Göttelborn (ⓘ) ist ein Ortsteil der Gemeinde Quierschied im Saarland und liegt zwölf Kilometer nördlich der Landeshauptstadt Saarbrücken.

## Geographie

### Nachbargemeinden
- Illingen
- Merchweiler
- Heusweiler

## Geschichte

### Göttelborns Ursprünge
Die Ursprünge liegen noch immer im Dunkeln. Mehrere leider verschollene archäologische Funde auf und um das heutige Göttelborner Gelände lassen jedoch darauf schließen, dass die Göttelborner Höhe bereits in frühgeschichtlicher Zeit bewohnt war. So wurde in einem Steinzeitheiligtum in Dudweiler ein großes Göttelborner Quarzitgeröll als Schalenstein gefunden.

### Göttelborn in der Kelten- und Römerzeit
Während der Römerzeit verliefen nachweislich zwei Römerstraßen durch Göttelborn: Die erste führte von Malstatt über Von der Heydt, Holz, Wahlschied und Göttelborn nach Merchweiler, wo im Ortsteil Wemmetsweiler auch Überreste einer römischen Villa entdeckt worden sind. Eine weitere Römerstraße verlief von Völklingen-Luisenthal über Püttlingen-Ritterstraße, Riegelsberg, Holz und Wahlschied über die Göttelborner Höhe nach Illingen.
Im Jahre 1850 wurde von dem Saarbrücker Historiker Friedrich Schröder außerdem die These aufgestellt, dass eine Römerstraße, von Landsweiler/Lebach kommend zur Göttelborner Höhe führte. Als Beweis für diese These nannte er die Funde römischer Graburnen im Bereich von Mangelhausen sowie keltische Hügelgräber bei Steinertshaus und auf der Göttelborner Höhe. Schröder berichtet darüber hinaus von einem weiteren Historiker namens Philipp Schmidt, der von Kupferringen berichtet, die in einem Hügelgrab in Steinertshaus gefunden wurden. Auf der Göttelborner Höhe seien ähnliche Ringe gefunden worden. Als das sogenannte Boussard-Haus (Ecke Hauptstraße/Uchtelfanger Straße, heute Gasthaus Alt Göttelborn) um 1860 abbrannte, wurde beim Wiederaufbau des Hauses im Erdreich unterhalb des Gebäudes ein menschliches Skelett, ein Silberknopf mit Pferdekopf und eine Bronzespange gefunden.
Bewiesen ist inzwischen, dass eine Römerstraße von Losheim über Niederlosheim, Wahlen, Hüttersdorf, Primsweiler, Lebach und Landsweiler nach Saarbrücken führte, wobei der genaue Verlauf ab Landsweiler unklar ist. Wenn man diese Linie über Wiesbach, wo eine römische Villa stand, und über Habach, durch das von Westen nach Osten eine Römerstraße (von Schwalbach über den Vicus Wareswald bei Tholey nach Osenbach/Oberthal) führte, verlängert, landet man in Göttelborn. Da von Göttelborn aus eine Straße nach Saarbrücken führte, ist es also wahrscheinlich, dass sich in Göttelborn drei Römerstraßen kreuzten.

### 1700 bis 1800

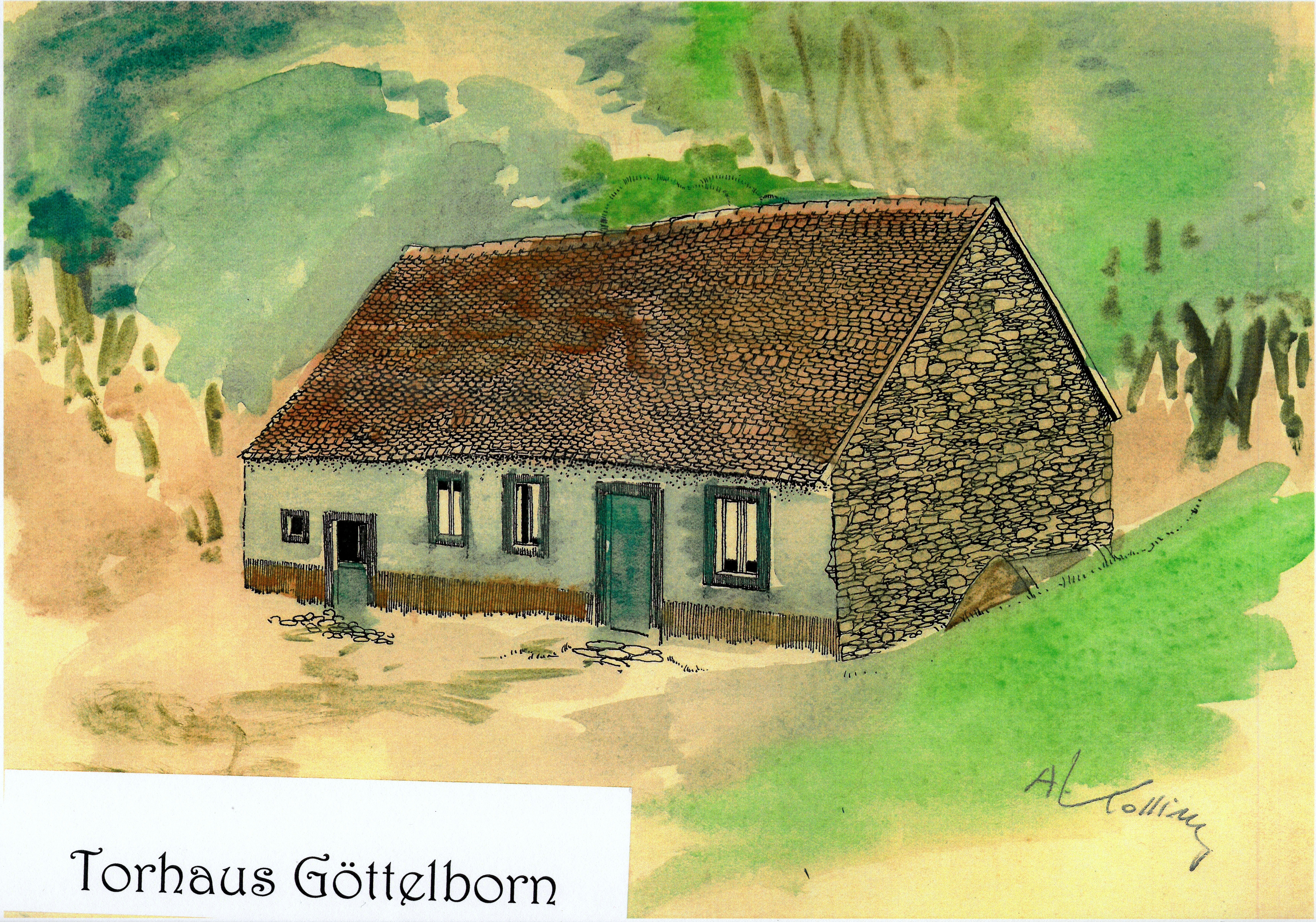
Matzenbauershaus. Das Haus wurde 1947 abgerissen

Die Geschichte des Ortes Göttelborn ist eng mit der Geschichte des Bergbaus auf dem Gebiet des heutigen Ortes verbunden. So lässt das Quierschieder Jahrgeding aus dem Jahr 1446 erstmals auf Kohlengräberei im Kohlbachtal schließen. 1717 gab es in Quierschied eine erste Privatgrube. Vereinzelte Nachrichten über Steinkohlenbergbau im Bereich Göttelborn stammen aus der Zeit nach 1770.
Auf einer alten Grenzkarte aus dem Jahre 1735 taucht der Name Gödelborn zum ersten Mal auf, ein weiteres Dokument zur Klärung des Göttelborner Alters ist eine Grundstücksschenkungsurkunde des Fürsten Wilhelm Heinrich von Nassau-Saarbrücken an den Waldhüter Mathias Bauer. Dieser stellte ihm das Land kostenlos zur Verfügung, so dass sich Mathias Bauer dort ein Haus bauen konnte, das sogenannte Matzbauershaus.
23 Jahre später, 1758, wird das erste Gebäude auf heutigem Göttelborner Gelände, das Quierschieder Jägerhaus, zum ersten Mal urkundlich erwähnt. Zwei Jahre später, 1760, werden zwei so genannte Thorhäuser, die Thomashütte und das Matzbauershaus errichtet. Bis die Göttelbrunner Hütte als weiteres Thorhaus 1795 erbaut wird, vergehen 35 Jahre. Die früh verwitwete Tochter von Mathias Bauer heiratete um 1800 den aus der Normandie stammenden Francois Cilian Boussard (urkundlich fälschlich Pouchard (1806)), der auch in die jagd- und forstlichen Aufgaben seines Vorgängers eintrat. Sie bewohnten das Matzenbauershaus bis zu ihrem Tode. Die erste familiäre Ansiedlung war vollzogen. Noch heute wohnen deren Nachfahren im Ort.
Landesherrlich gehörte Göttelborn mit einigen umliegenden Dörfern bis Ende des 18. Jahrhunderts zur Herrschaft Illingen, die reichsritterschaftlicher Besitz einer Seitenlinie Freiherren von Kerpen war und ursprünglich ein Lehen der Grafen von Nassau-Saarbrücken war. Nach der Einnahme der Region durch französische Revolutionstruppen (1794) gehörte Göttelborn von 1798 bis 1814 zum französischen Département de la Sarre und war dem Kanton Ottweiler zugeordnet.

### 1800 bis 1900
Nach der Niederlage Napoleons wurde die Region auf dem Wiener Kongress (1815) dem Königreich Preußen zugeordnet. Unter der preußischen Verwaltung gehörte die Gemeinde von 1816 an zum Kreis Ottweiler im Regierungsbezirk Trier und wurde von der Bürgermeisterei Uchtelfangen verwaltet.
Im Jahr 1830 wird das älteste heute noch existierende Haus in Göttelborn errichtet (Ecke Uchtelfanger Straße/Im Birkenstück). 1848 ordnet das Topographisch-statistisch-historische Lexikon von Deutschland Göttelborn dem Kreis Saarbrücken im Regierungsbezirk Trier zu. Es werden lediglich eine Waldhütte mit zwei Einwohnern im Kirchspiele Heusweiler gezählt. 1851 werden bei der Anlegung des Kataster 37 Häuser erfasst. 1857 leben in Göttelborn 50 Familien; darunter befinden sich 28 Tagelöhner, 11 Bergleute, 4 Ackerer, 3 Kohlenbrenner, 2 Glasmacher, 1 Küfer und 1 Förster. 1882 werden alle Häuser nummeriert von 169–237. In der Beschreibung des Regierungs-Bezirks Trier wird die Kreiszugehörigkeit Göttelborns angezeigt. Während Göttelborn in den Jahren 1814, 1815 zum Kreis Ottweiler gehörte, war es nun dem Kreis Saarbrücken zugeordnet. Die zuständige Bürgermeisterei blieb die von Heusweiler. 1884 finden erste Kohleschürfungen im Bereich des heutigen Göttelborn statt – die Geburtsstunde einer Industrie, die jahrzehntelang alle Bereiche des Lebens der Menschen in und um Göttelborn beeinflusst hat. 1884 erfolgt der Anhieb der Grube Göttelborn, Kaiser Friedrich III. schenkt Göttelborn-Merchweiler eine Schule.
Am 1. August 1886 genehmigte die königlich-preußische Regierung durch einen hohen Ministerialerlass die Errichtung einer neuen Flammkohlengrube in Göttelborn. Im gleichen Jahr beauftragte man den Steiger Gerben von der Grube Itzenplitz, Grundstücke im Nordhang des Göttelborner Höhenzuges zu erwerben. Allerdings taten sich dabei Schwierigkeiten auf, so dass nach Verhandlungen mit der Forstverwaltung sowie einer Generalbefahrung der Örtlichkeiten am 25. April 1887 das heutige Gelände am Südhang der Göttelborner Höhe erworben wurde. Am 9. Mai 1887 wurden zwei einfallende Strecken im Flöz Eilert (benannt nach dem Geheimen Bergrat Karl-Friedrich Eilert) angehauen. Bereits im Juli des Jahres 1887 wurde mit dem Abteufen der Schächte I und II begonnen. Im selben Jahr wurde auch die Bergwerksinspektion X (zu der auch die Gruben Quierschied und Dilsburg gehörten) gegründet. 1891 wird die Kaffeeküche der Grube Göttelborn eingerichtet, die in geänderter Form bis heute besteht. Die Wasserversorgung des Ortes wird 1892 durch die Grube realisiert. Ein Jahr später, 1893, wird im Ortsteil Göttelborn-Merchweiler eine zweite Schule errichtet. Im gleichen Jahr wird die Grube Göttelborn nach einer leichten Schlagwetterexplosion, bei der 3 Bergleute verletzt wurden, zur Schlagwettergrube erklärt. Zwischen 1888 und 1912 werden durch die Königlich-Preußische Grubenverwaltung Werkswohnungen errichtet. Am 26. April 1897 ereignet sich im Flöz Beus eine Schlagwetterexplosion, bei der vier Bergleute sterben.

### 1900 bis 2000
1920 kämpft der Bürgerverein für ein selbstständiges Göttelborn, welches vorher aus Göttelborn-Gennweiler, Göttelborn-Wahlschied, Göttelborn-Quierschied und Göttelborn-Merchweiler bestand. Die saarländischen Gruben werden unter französische Verwaltung gestellt. Am 5. Januar 1924 stimmt die Göttelborner Bevölkerung mit 62,78 % für die Selbstständigkeit Göttelborns (bei 86,13 % Wahlbeteiligung). Fünf Jahre später wird Göttelborn selbstständig und der Gemeinde Quierschied angegliedert und wählt im Februar den ersten Gemeinderat. Zwischen 1925 und 1935 wird die junge Gemeinde weiter aufgebaut, sie erhält einen eigenen Friedhof, eine eigene Schule und eine eigene Kirche. Drei Jahre später, 1928, wird Göttelborn eine selbstständige Pfarrei. 1935 wird in Göttelborn die eigene Pfarrkirche, St. Josef, eingeweiht. Die saarländischen Gruben werden wieder unter deutsche Verwaltung gestellt. Nach der Saarabstimmung 1935, bei der das Saarland dem deutschen Reich angegliedert wurde, gab es keinen gewählten Gemeinderat mehr. Gegen Ende des Krieges wurde Göttelborn bombardiert und hatte viele Tote zu beklagen. Nach Ende des Zweiten Weltkrieges werden die saarländischen Gruben zunächst von der amerikanischen Kontrollkommission CONAD, danach von Frankreich verwaltet. Am 15. September 1946 finden erste Kommunalwahlen in Göttelborn statt, Josef Monz wird Bürgermeister. In dieser Zeit waren noch keine Parteien zugelassen. Durch Errichtung von Nissenhütten begegnete man dem Mangel an Wohnraum. Ein Exemplar zwischen Grundschule und Friedhof ist noch erhalten 

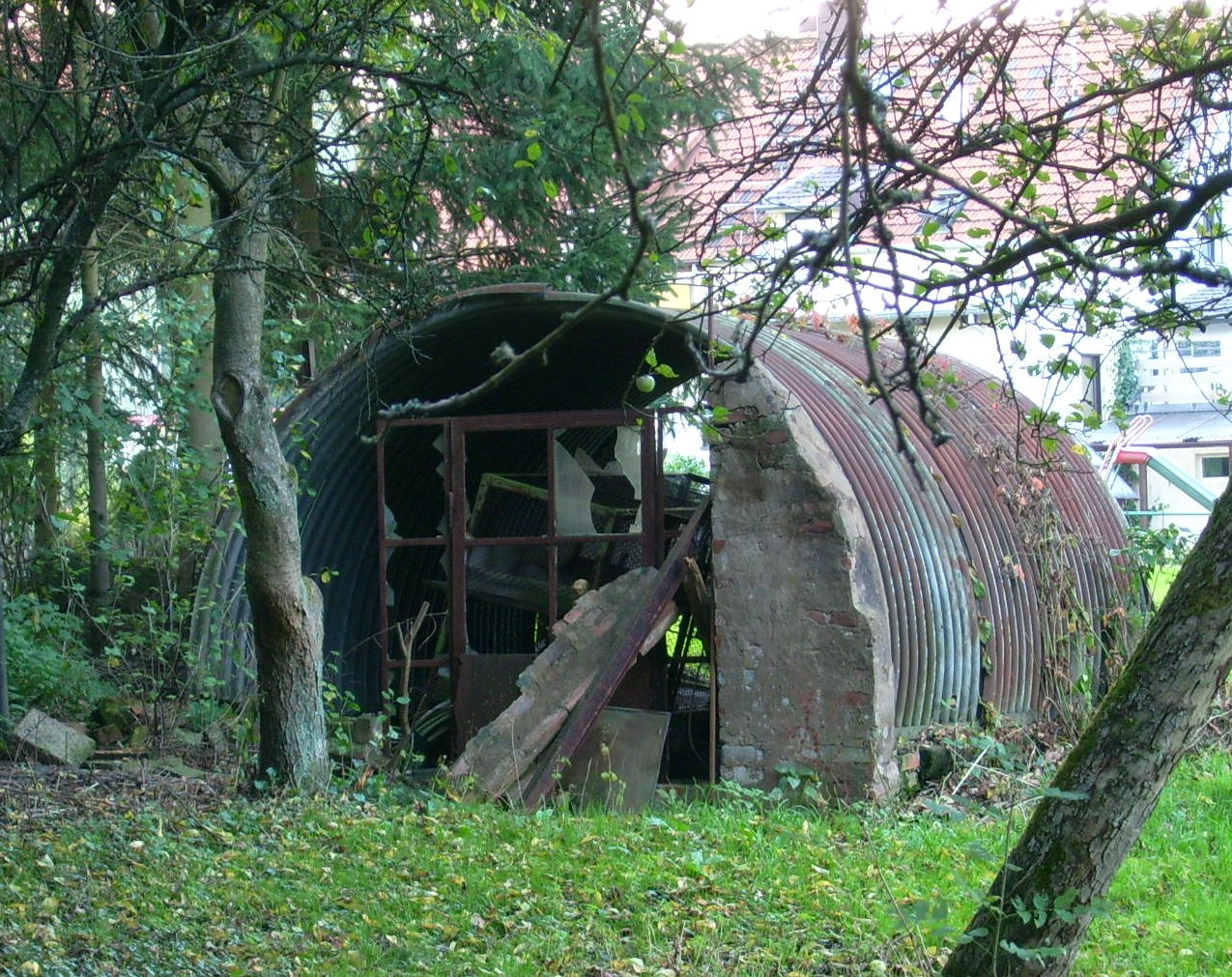
Nissenhütte nahe der Grundschule

Zwischen 1951 und 1957 errichten Berglehrlinge das Göttelborner Grubenstadion. Nach der zweiten Saarabstimmung am 23. Oktober 1954 werden Parteien zugelassen. Der siebte Gemeinderat des Ortes wird gewählt und Peter Schmidt wird Bürgermeister. Saarberg wird neuer Betreiber der Grube Göttelborn. 1958 wird das von der Grube eingetauschte Haus (Hauptstraße 164) frei und wird anschließend bis 1961 zum Gemeindehaus umgebaut. Am 22. Oktober 1959 wird der Göttelborner Sendemast des Saarländischen Rundfunks auf der Göttelborner Höhe eingeweiht. Der Mast hat heute eine Höhe von 211 Metern. Ausgestrahlt wird darüber auf UKW SR1, SR2 und SR3, sowie im TV-Kanal 2 das 1. Programm der ARD. 1965 wird das Feuerwehrhaus in der Josefstraße eingesegnet. Außerdem stattet am 19. Juni 1965 Willy Brandt, damals noch regierender Bürgermeister der Stadt Berlin und Kanzlerkandidat der SPD, Göttelborn einen Besuch ab und hält eine Ansprache in der St.-Barbara-Festhalle. Ludwig Erhard, damals Bundeswirtschaftsminister in der Regierung von Kanzler Konrad Adenauer, kam am 27. Juni 1965 gemeinsam mit dem damaligen saarländischen Ministerpräsidenten Dr. Franz-Josef Röder ebenfalls zu einem Wahlkampftermin in die St.-Barbara-Halle. Ein Jahr später, 1966, wird die evangelische Friedenskirche in der Hauptstraße gebaut.

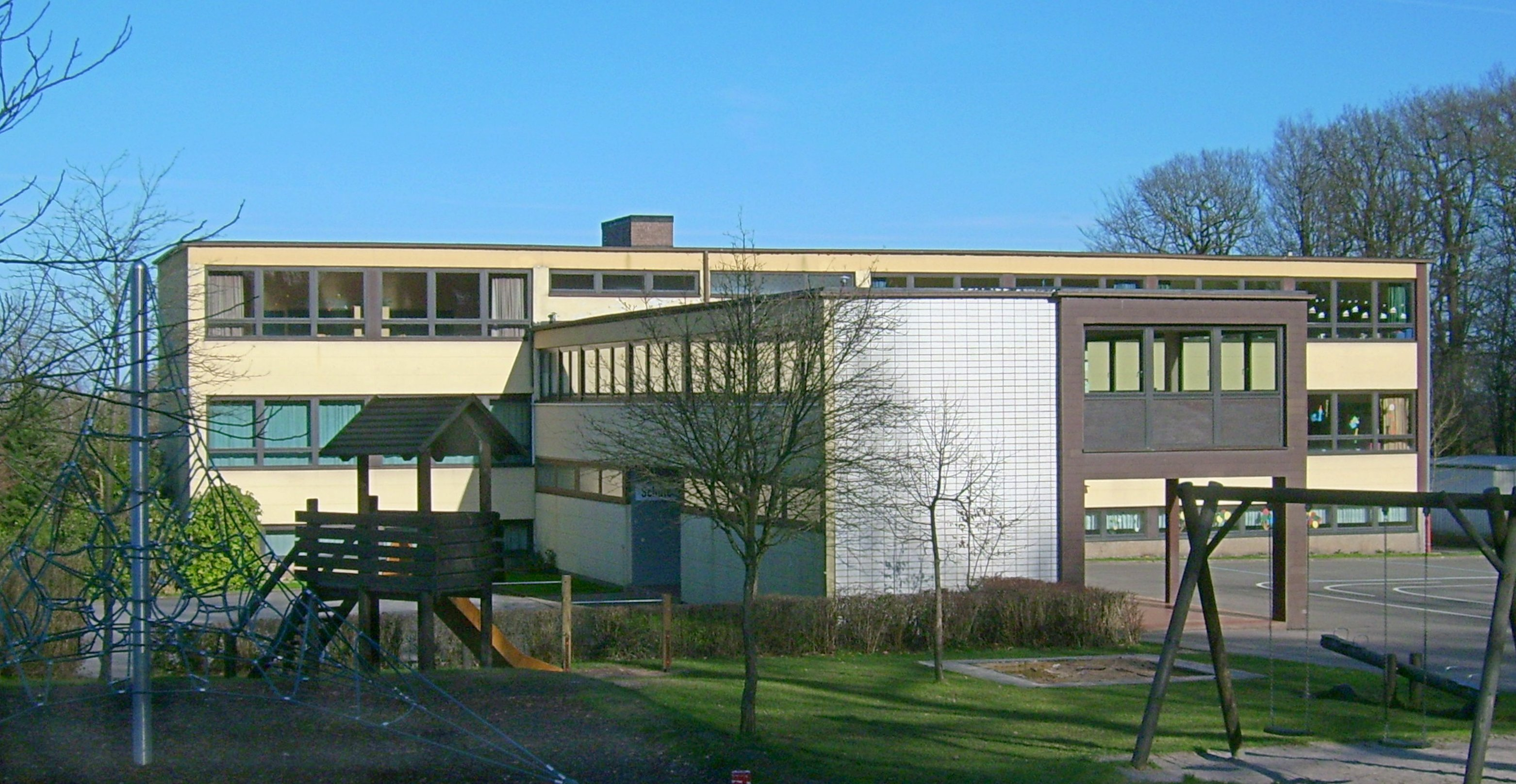
Neue Schule

1967 erhält Göttelborn eine neue Schule, die neue evangelische Friedenskirche wird eingeweiht. 1969 wird die Freiwillige Feuerwehr Göttelborn aus der Grubenfeuerwehr gegründet. 1973 wird die Schulturnhalle zur Mehrzweckhalle umgebaut. Im Zuge der Gebietsreform wird die Gemeinde am 1. Januar 1974 aufgelöst. Göttelborn wird Ortsteil von Quierschied und wählt einen Ortsrat in dem Manfred Zeiner Ortsvorsteher ist. Am 26. November 1982 besuchte der damalige Bundespräsident Prof. Dr. Karl Carstens gemeinsam mit seiner Frau Veronica und dem damaligen saarländischen Ministerpräsidenten Werner Zeyer die Grube Göttelborn und unternahm eine Grubeneinfahrt bis zur Teufe von 750 Metern. Vom 4. bis 6. Juli 1987 findet die 100-Jahr-Feier der Grube Göttelborn statt. Das Verbundbergwerk Göttelborn-Reden entsteht 1989. Nach großen öffentlichen Diskussionen wird im Hahnbachtal bei Illingen ein neuer Absinkweiher angelegt. 1997 wird im Jahr des 110-jährigen Bestehens der Grube die Schließung des Verbundbergwerkes Göttelborn-Reden trotz großer Proteste seitens der Bevölkerung beschlossen.

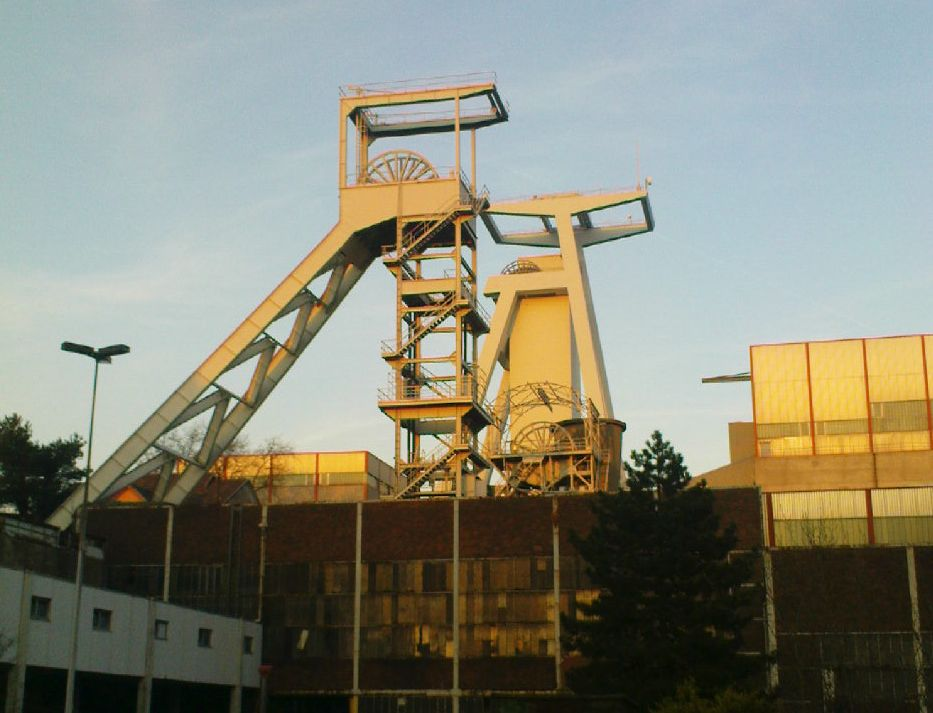
Grube Göttelborn: Fördergerüste der Schächte III (vorn), II (Mitte) und IV (hinten)

### 2000 bis heute
Im Jahr 2000 schloss die Grube Göttelborn endgültig, was für die Arbeitsmarktsituation von Göttelborn und den umliegenden Orten ein schwerer Schlag war. Die landeseigene Industriekultur Saar GmbH (IKS) begann mit der Vermarktung des weitläufigen Areals als Zukunftsstandort (Gewerbegebiet und Bildungsstandort).
Nach den Plänen von Bildungsminister Jürgen Schreier sollte die Grundschule Göttelborn im Jahr 2005 zusammen mit zahlreichen anderen Grundschulen aufgrund der demographischen Entwicklung geschlossen werden. Nach erbitterten Protesten und zahlreichen Demonstrationen bleibt die Grundschule im Verbund mit der Grundschule Fischbach als Außenstelle der Grundschule Fischbach-Göttelborn erhalten.
Am 15. Dezember 2012 wurde die Freiwillige Feuerwehr Göttelborn aufgrund des anhaltenden Personalmangels aufgelöst, der Brandschutz im Ortsteil wird seither durch die restlichen Löschbezirke der Freiwilligen Feuerwehr Quierschied und der benachbarten Freiwilligen Feuerwehr Merchweiler sichergestellt.

### Ursprung des NamensGöttelborn

#### DerGöttelborn
Der Göttelborn, der Wasserlauf, dem der Ort seinen Namen verdankt, existierte im 18. Jahrhundert tatsächlich. Der Quellbereich lag in einer Wiese am Weg nach Lummerschied nordöstlich des heutigen Eckpunktes Hauptstraße/Uchtelfanger Straße. Im Jahr 1887 werden noch sieben Quellen verzeichnet, deren Wasser zum Tiefen Graben hin fließen, der wiederum die Merch speist.

#### Etymologische Entwicklung des Ortsnamens
Der Ortsname machte etymologisch gesehen folgende Entwicklung durch, die sich anhand historischer Dokumente nachweisen lässt:
- 1735: Gödelborn (wird so auch noch im Jahr 1757 genannt)
- 1784: Gedelborn
- 1820: Getelboren
- 1833: Göttelborn

Den heutigen Namen trägt der Ort also erst seit ungefähr der Mitte des 19. Jahrhunderts.

#### Ursprung der SilbeGöttel
Während die zweite Silbe des Ortsnamens, -born, ganz klar für die genannte Quelle steht, ist der Ursprung der ersten Silbe Göttel weiterhin unklar.
Als möglicher Namensgeber wurde auch der germanische Gott Wodan/Wotan angesehen, dies gilt inzwischen als widerlegt (Göttelborn als Götterbrunnen). Weitaus wahrscheinlicher ist jedoch die These, dass der Name auf einen Godilo zurückgeht und durch Lautverschiebungen die heutige lautliche und schriftliche Form erhielt.

## Politik

### Ortsrat
- CDU: 5 Sitze
- SPD: 4 Sitze
- Die Linke.: 2 Sitze

### Bürgermeister (bis 1974)
- 1925–1929 Jakob Busch (erster Bürgermeister Göttelborns)
- 1929–1932 Nikolaus Schmidt (Arbeiterpartei Göttelborn, aus der Arbeiterpartei entwickelte sich später die SPD)
- 1932–1935 Jakob Dejon
- 1936–1945 Josef Schorr (von der NSDAP ernannt)
- ab 1945 Wilhelm Fuchs (von der amerikanischen Militärregierung als Bürgermeister eingesetzt)
- bis 1946 Thomas Maurer (von der amerikanischen Militärregierung als Bürgermeister eingesetzt)
- 1946–1949 Josef Monz
- 1949–1954 Jakob Masselter
- 1954–1956 Rudolf Jochum
- 1956–1963 Peter Schmidt (CDU, Rücktritt aus gesundheitlichen Gründen)
- 1963–1974 Manfred Zeiner (SPD)

### Ortsvorsteher (seit 1974)
- 1974–1979 Manfred Zeiner (SPD)
- 1979–1999 Alois Kipper (SPD)
- 1999–2009 Bernd Quint (CDU)
- seit 2009 Peter Saar (SPD)

### Politische Organisationen
- Christlich Demokratische Union (CDU)-Ortsverband Göttelborn.
- Sozialdemokratische Partei Deutschlands, (SPD)-Ortsverein Göttelborn.
- DIE LINKE-Ortsverband Quierschied.

### Politische Jugendorganisationen
- Junge-Union-Ortsverband Göttelborn
- Juso-Arbeitsgemeinschaft Göttelborn

Entwurf eines Wappens für den Ort Göttelborn

### Wappen
Göttelborn hat kein eigenes Wappen, in dem Buch Quierschied – Die Gemeinde im Saarkohlenwald von Rainer W. Müller und Dieter Staerck ist jedoch ein nicht verliehener und deswegen auch nicht realisierter Vorschlag eines solchen Wappens zu sehen. Das Wappen zeigt neben der geographischen Lage Göttelborns auch einen Kohlewagen, wodurch auch die Vergangenheit des Ortes, der seine Entstehung dem Bergbau zu verdanken hat, mit in das Wappen integriert ist.
Als Teil der Gemeinde Quierschied gilt für Göttelborn das Quierschieder Wappen.

### Städtepartnerschaften

#### Geplante Partnerschaft mit Wackersdorf
Im Jahre 2000 wurde ein erster schriftlicher Kontakt zur Gemeinde Wackersdorf in der Oberpfalz/Bayern aufgenommen. Es folgte ein einstimmiger Beschlusses des Ortsrates zum Wunsch einer Partnerschaft zwischen Göttelborn und Wackersdorf und somit wurde der Grundstein einer partnerschaftlichen Beziehung gelegt. Als Hauptgrund für diese Partnerschaft wurde vor allen Dingen die Vergangenheit der beiden Orte, die stark mit dem Bergbau (in Wackersdorf wurde bis 1982 Braunkohle im Tagebau gefördert) in Verbindung steht, genannt. Bislang blieb es jedoch nur bei Planungen, die tatsächliche Partnerschaft konnte bisher nicht realisiert werden.

#### Partnerschaft mit Trieben
Als Teil der Gemeinde Quierschied unterhält Göttelborn eine Partnerschaft mit der Stadt Trieben in der Steiermark.

## Kultur und Sehenswürdigkeiten

### Freizeit

#### Kultur
Die Interessengemeinschaft Göttelborner Vereine (kurz: IGV), der aktuell 18 Vereine und Gruppierungen des Ortes angehören, organisiert seit 1980 das alljährliche Göttelborner Dorffest Die IGV wurde 1974 als überparteiliches Gremium gegründet, 1986 als Verein eingetragen und koordiniert seit inzwischen über 30 Jahren die Arbeit der örtlichen Vereine und Organisationen. Darüber hinaus gibt die IGV jedes Jahr einen Veranstaltungskalender heraus, in dem unter anderem die Termine der Mitgliedsvereine veröffentlicht werden.

### Bauwerke
Liste der Baudenkmäler in Quierschied

#### Überreste der bergbaulichen Vergangenheit des Ortes
- Grubenareal mit Fördergerüst Schacht IV der Grube Göttelborn: Das größte zusammenhängende Denkmal stellt das komplette ehemalige Grubengelände selbst (mit den Fördergerüsten, dem Solarkraftwerk und der Bergehalde) dar. Es gehört zu den bedeutendsten Bauwerken des Ortes.

- Fördergerüst Schacht IV: Das im Jahr 1992 eingeweihte Fördergerüst des Schachts IV der Grube Göttelborn ist mit einer Höhe von 90 Metern einer der höchsten Fördertürme Europas.  Die Seilscheiben mit einem Durchmesser von 7,5 Metern waren auf 74 Metern Höhe gelagert und mit 6,8 cm dicken Stahlseilen versehen. Die Investitionen zum Bau dieses Fördergerüstes betrugen etwa 200 Millionen Euro. Seit Schließung der Grube im Jahr 2000 wird das Fördergerüst nicht mehr genutzt, stellt jedoch eine weithin sichtbare Landmarke dar. Von der Göttelborner Bevölkerung wird er aufgrund seiner Größe und seiner Farbe liebevoll Weißer Riese genannt.

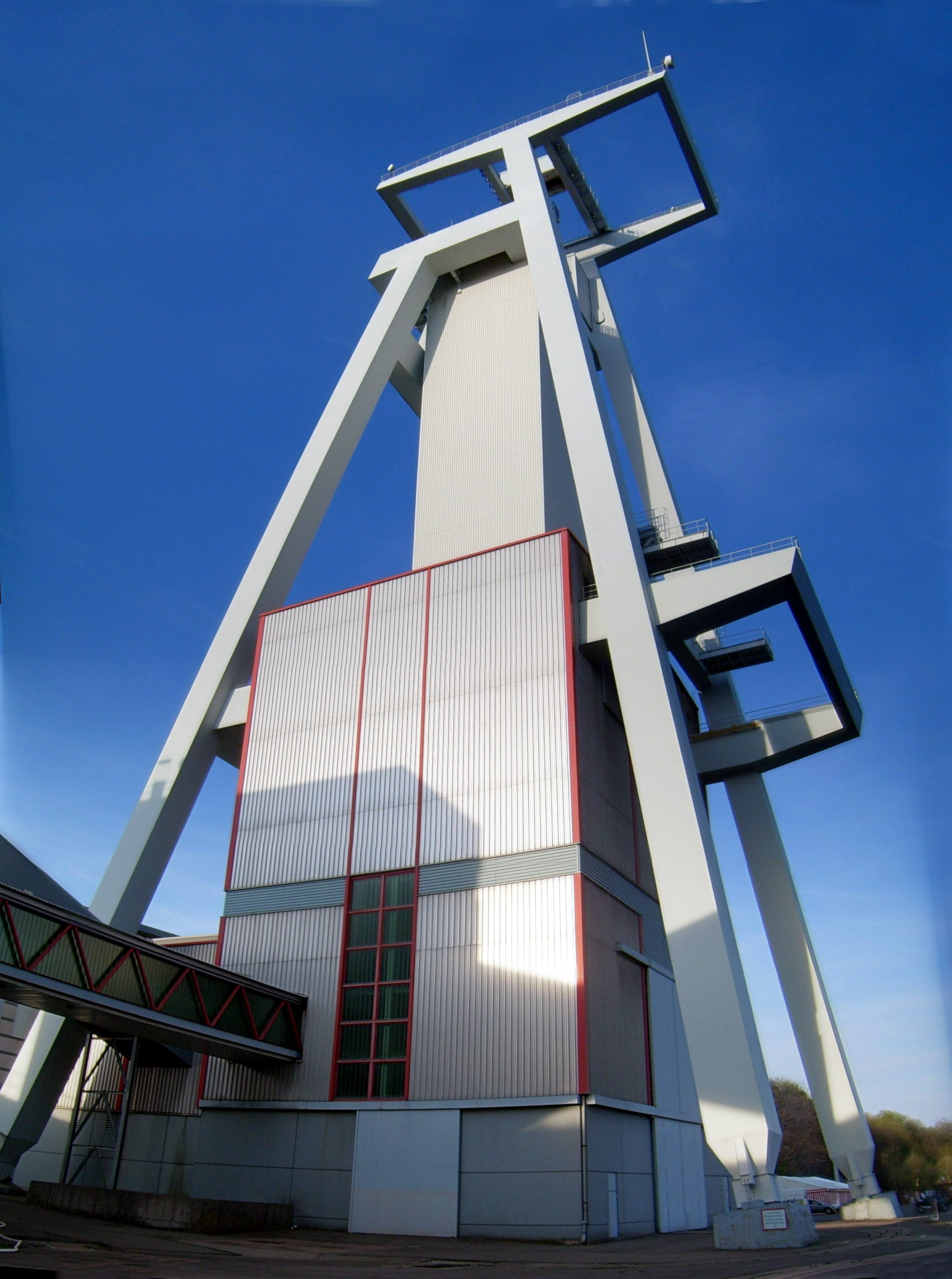
Fördergerüst Schacht IV

- Fördermaschinenhaus von Schacht III: Das würfelformige Fördermaschinenhaus wurde in den 1920er Jahren erbaut und in den 1930er Jahren umgebaut.  Das Technikdenkmal wird gewerblich und privat genutzt.

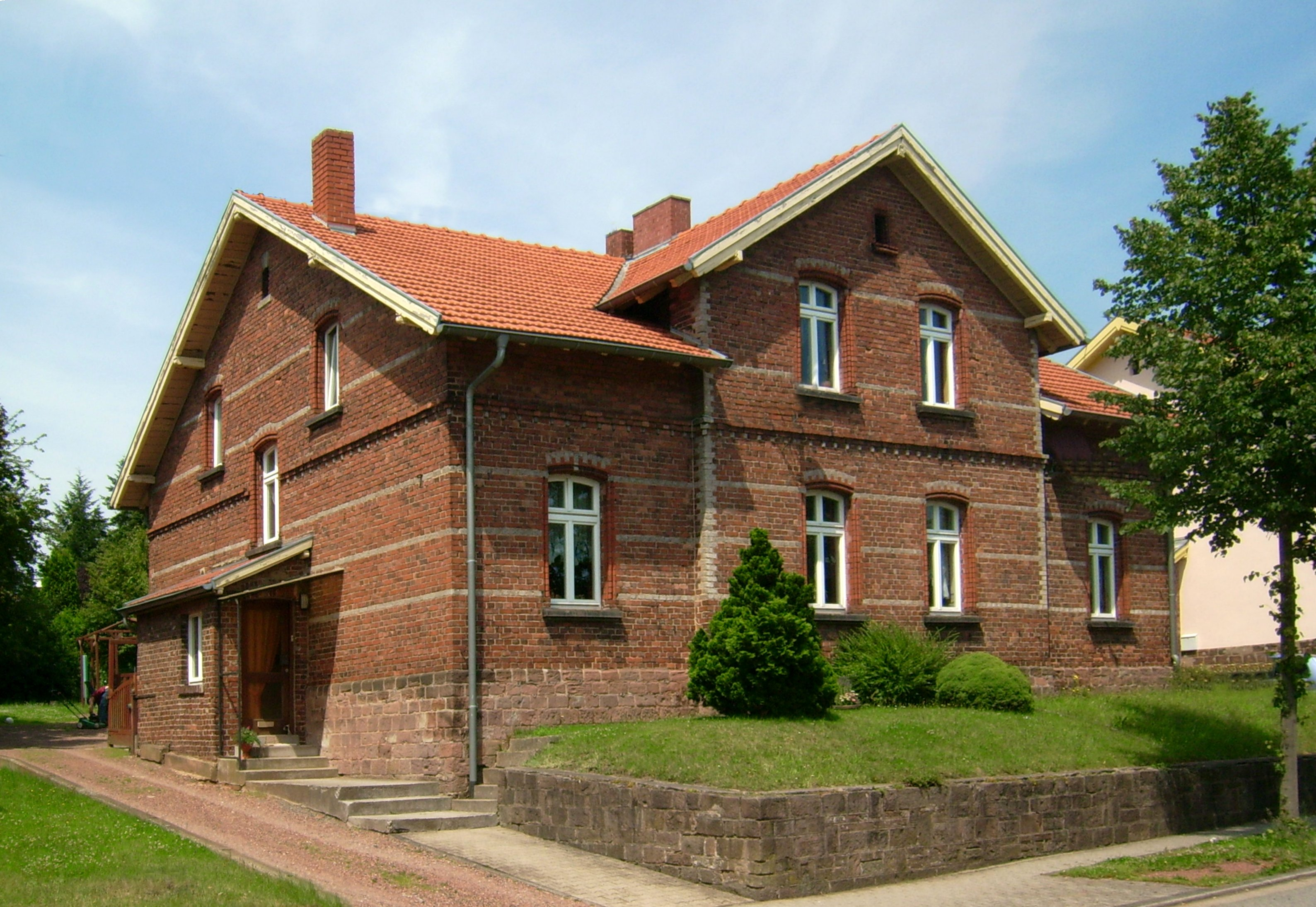
Grubenhaus

- Grubenhäuser: Grubenhaus Besonders geprägt ist Göttelborn durch die Gebäude die ab 1887 im Umfeld der Grube Göttelborn errichtet wurden. Viele dieser Gebäude, insbesondere die Grubenhäuser in der Josef-, Fichten- und Grubenstraße, welche heute unter Denkmalschutz stehen, spiegeln die enge Verbindung des Ortes Göttelborn mit dem Bergbau wider. Auch die ehemalige Bergvorschule (Hauptstraße 68) und die ehemalige Transformatorenstation (Zur Martinshütte 6) sind Relikte aus dieser Zeit.

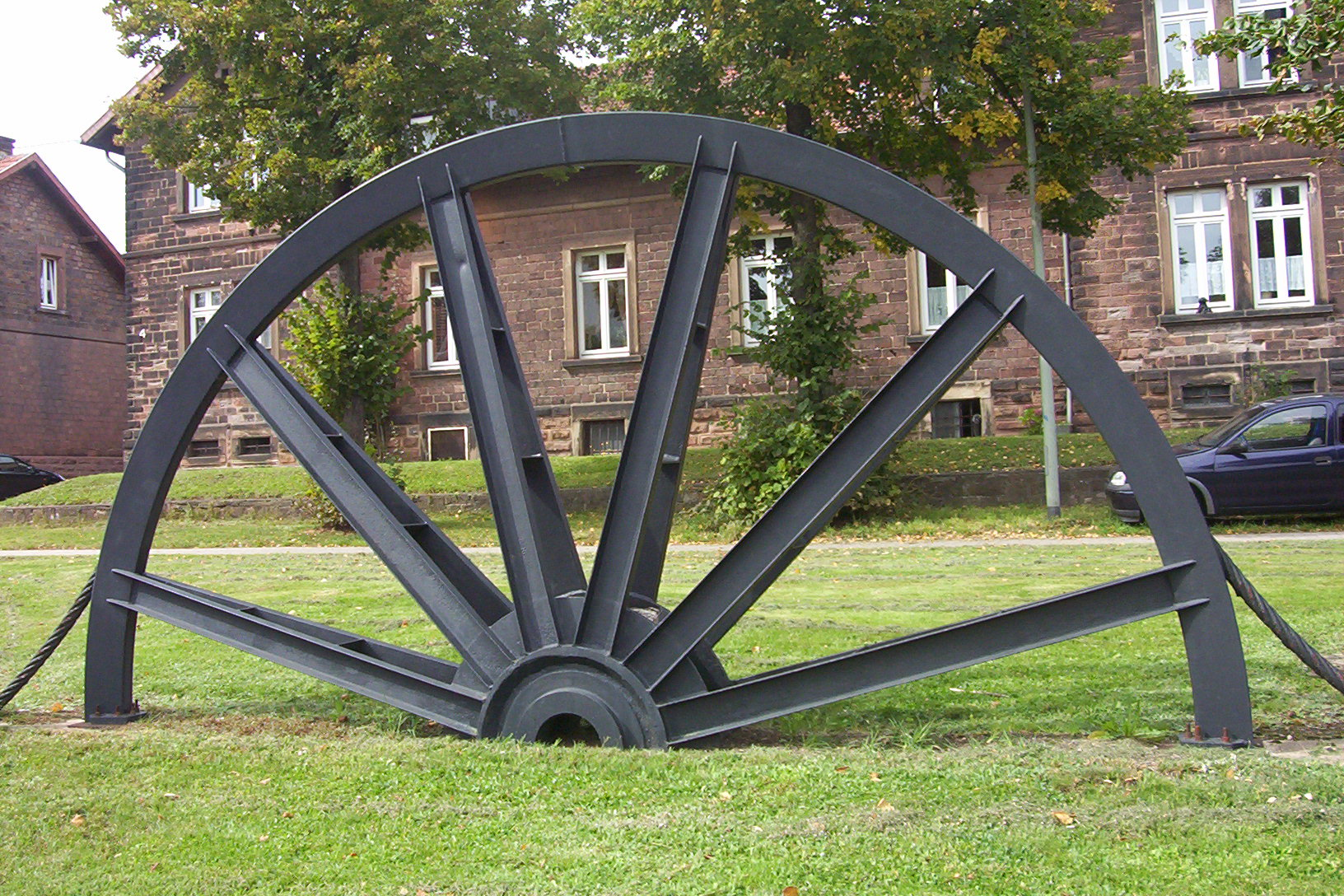
Seilscheibe in der Josefstraße

- Seilscheibe: Seilscheibe in der Josefstraße Auch die Seilscheibe, welche in der Josefstraße/Grubenstraße aufgestellt wurde, erinnert an den Bergbau. Seilscheiben sind einer der wichtigsten Bestandteile der Fördergerüste, mit denen die Kohle gefördert wird. Das Seil, mit denen die Mannschafts- beziehungsweise Förderkörbe nach unten und nach oben transportiert werden, läuft nach dem Prinzip des Seilzuges über diese Seilscheiben.

#### Dorfbrunnen in der Ortsmitte
Ein Dorfbrunnen in der Ortsmitte (Hauptstraße/Zum Schacht), der von dem aus Göttelborn stammenden Bildhauer Hans Glawe gestaltet wurde, schlägt ebenfalls die Brücke zur Bergbauvergangenheit des Ortes. Vier verschiedene Motive zeigen an diesem Brunnen den Alltag des Bergmannes, dem Beruf, dem bis ins Jahr 2001 die Mehrheit der männlichen Bevölkerung Göttelborns nachging.

#### Kirchengebäude

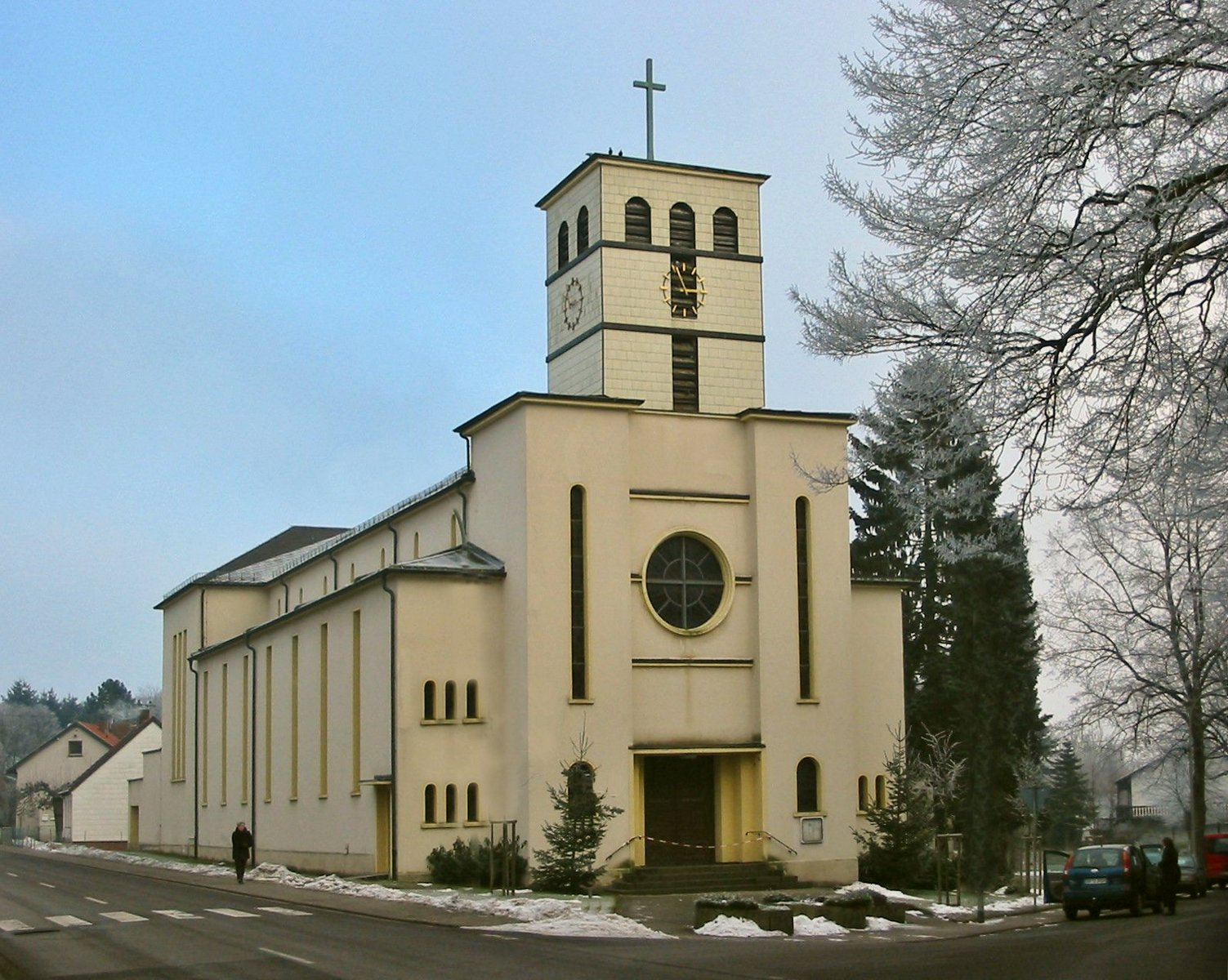
Katholische Kirche
St. Josef

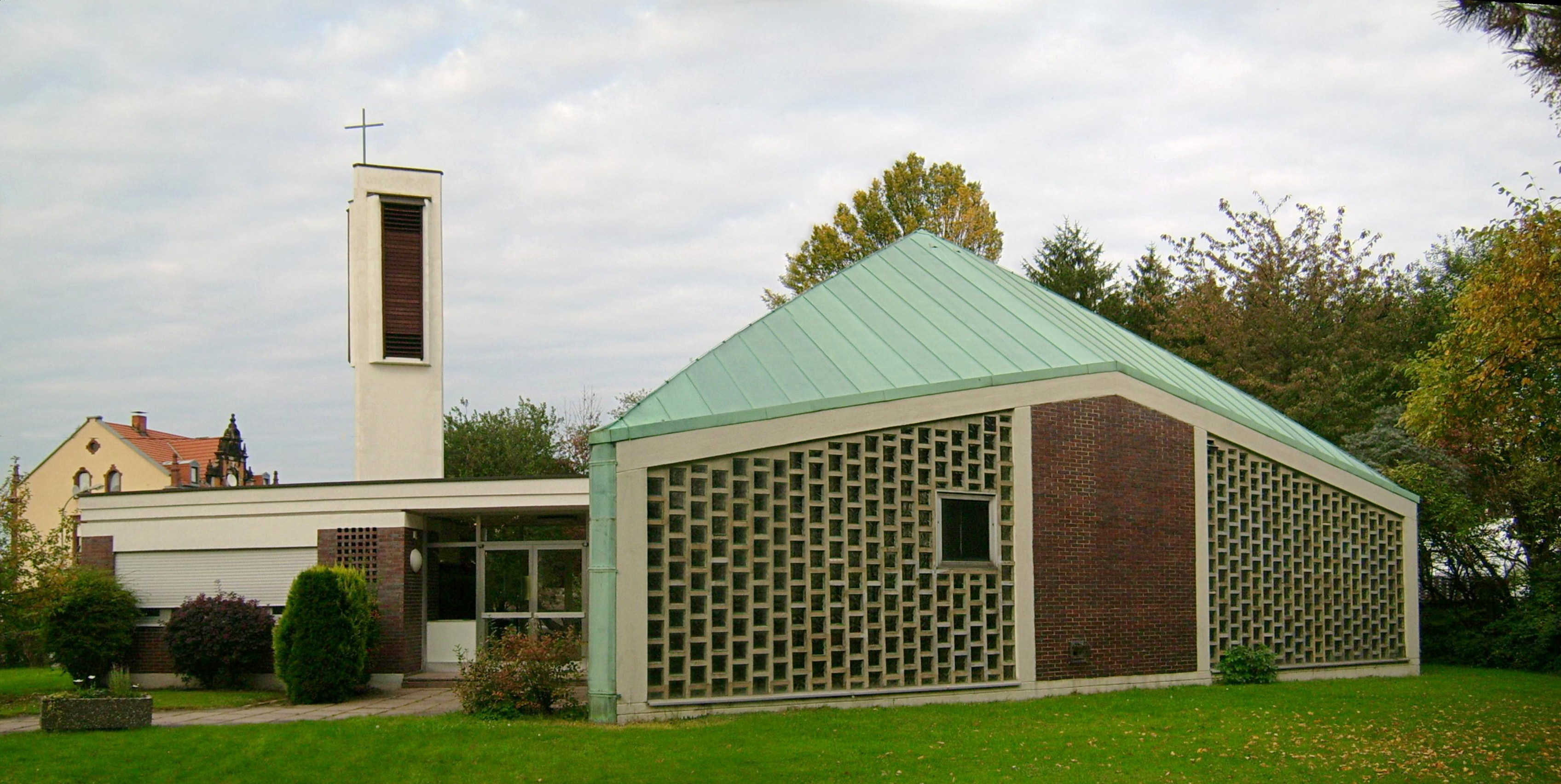
Evangelische Kirche

Die katholische Pfarrkirche St. Josef wurde 1934 errichtet und im Zweiten Weltkrieg durch Bomben zu einem großen Teil zerstört, anschließend wurde der Bau in einem Mix aus modernen und traditionellen Elementen wieder errichtet. Im Marianischen Jahr 1954 wird am 9. Mai eine Statue der Heiligen Maria an der Pfarrkirche St. Josef in Göttelborn aufgestellt. Auf der Gedenktafel an der Statue befindet sich folgende Aufschrift: „Unbeflecktes Herz – Maria – Bitte für uns – Marianisches Jahr – 9. 5. 1954“. Auch heute noch werden dort von Gläubigen Kerzen abgestellt.
Die evangelische Friedenskirche wurde 1967 als modernes und recht schlichtes Gebäude in Form eines Dreiecks errichtet. Diese Form stellt den Bezug zur heiligen Dreifaltigkeit dar und setzt ihn künstlerisch um. Die Kirchenfenster wurden von Boris Kleint gestaltet. 2011 wurde die Kirche entwidmet.

### Naturdenkmäler

#### Bergehalde

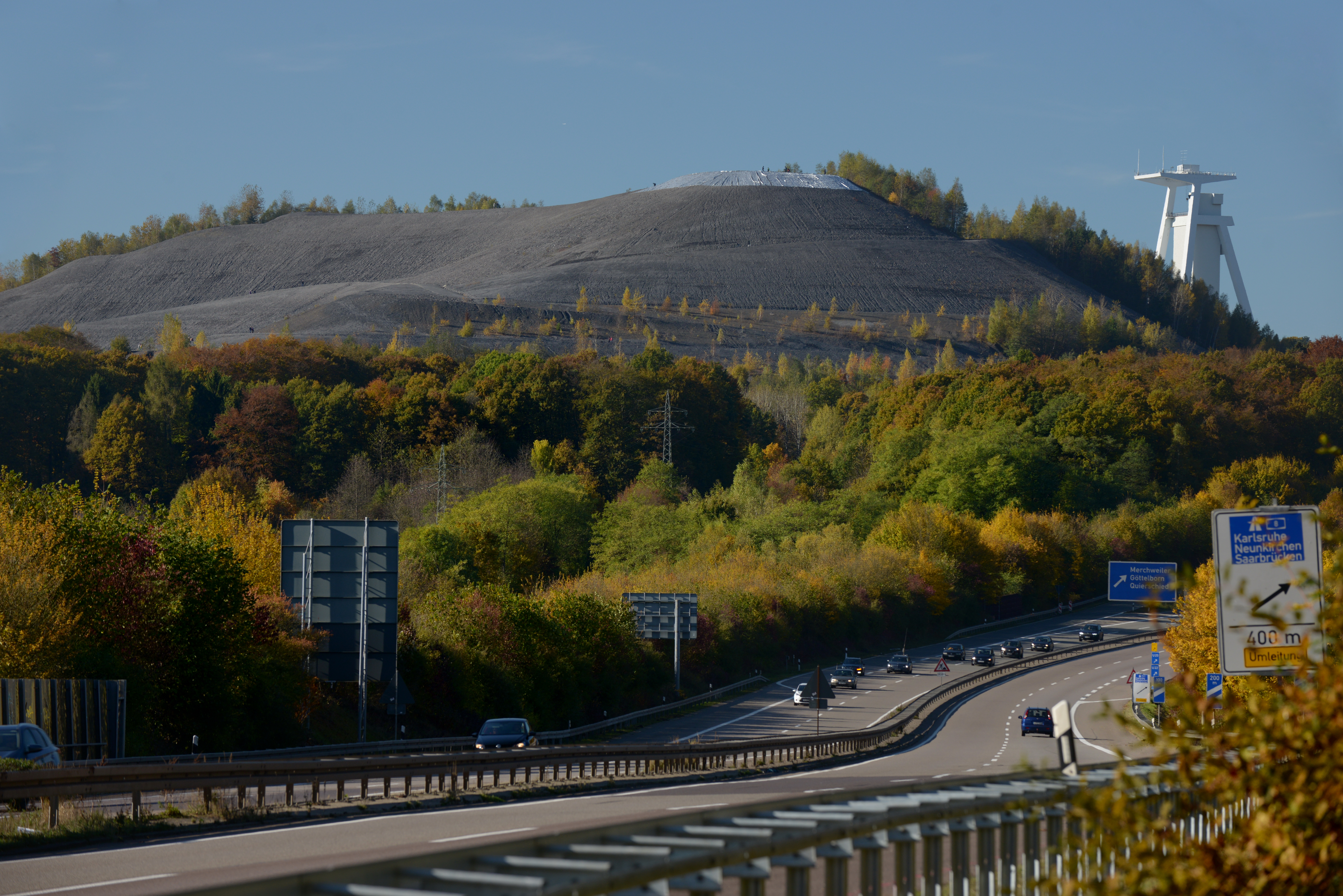
Bergehalde der Grube Göttelborn mit Fördergerüst Schacht IV

Die Bergehalde des ehemaligen Verbundbergwerkes Göttelborn-Reden prägt als weithin sichtbares Zeugnis des Bergbaus in Göttelborn die Landschaft des Ortes und seiner Umgebung entscheidend mit. Die Nordseite der Halde wurde begrünt, damit ein natürlicheres Aussehen entsteht und die Halde nicht mehr länger wie ein Fremdkörper erscheint. Auf der Bergehalde wurde im Jahr 2006 der sogenannte Himmelspfeil, eine lang und schräg ansteigende asphaltierte Rampe zwischen der Bergehalde und der Solaranlage errichtet. Dieses Bauwerk wurde am 16. September vom saarländischen Umweltminister Stefan Mörsdorf eingeweiht. Auf einer Höhe von 384 Metern soll zudem ein Aussichtspunkt geschaffen werden, von dem man, bei guten Witterungsverhältnissen, den Saarkohlenwald überblicken und sogar die Vogesen, den Pfälzerwald und den Hunsrück sehen kann.

#### AlterSchlammweiher /Kohlbachtalweiher

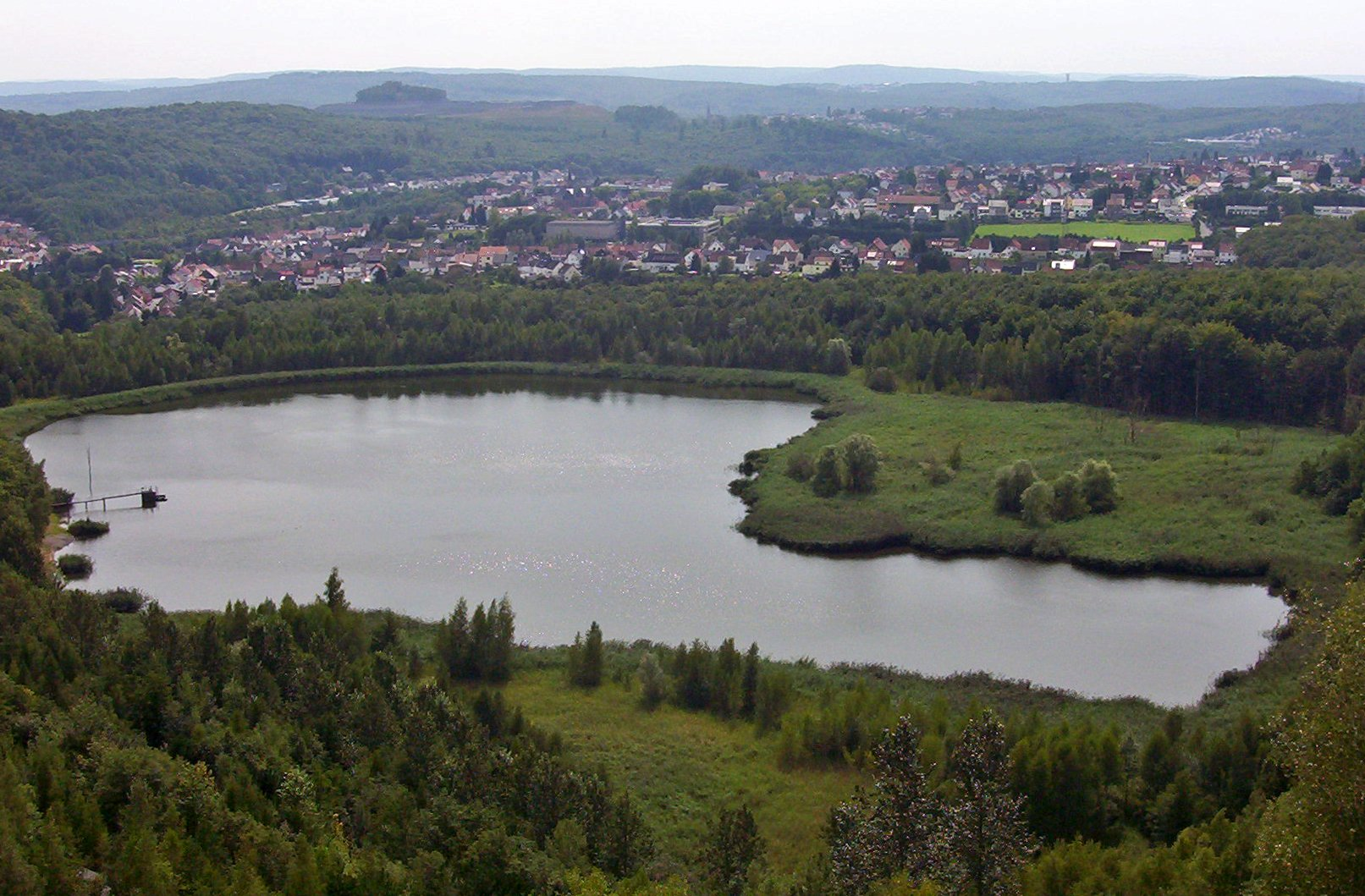
Alter Schlammweiher

Der Kohlbachtalweiher, im Volksmund alter Schlammweiher, bei Quierschied hat sich von einem künstlich angelegten Absinkweiher, in dem die Grube Göttelborn früher ihr Grubenwasser abklären ließ zu einem Biotop zweiter Hand entwickelt. Errichtet wurde er 1892 zunächst zur Sicherung der Wasserversorgung der Grube Göttelborn als Stauweiher nach dem Prinzip einer Talsperre. Zu diesem Zweck wurde eine 200 Meter lange Staumauer gebaut, die mit ihren Fundamenten 5 Meter tief im Erdreich verankert war. Die Mauer hatte am Fuß eine Stärke von 7 Metern und verjüngte sich bei einer Höhe von 10,5 Metern nach oben bis auf eine Stärke von 1,75 Metern. Das Fassungsvermögen dieses Stauweihers wurde mit 122.000 Kubikmetern angegeben. Bei der Errichtung dieses Stauweihers wurden 7.500 Kubikmeter Bruchsteine, 2.000 Kubikmeter Sand, 530 Kubikmeter Kalkhydrat, 2.900 Tonnen Zement und 77.000 Backsteine verwandt. Die Bruchsteine wurden von 30 Arbeitern in einem nahe der Baustelle gelegenen Steinbruch gewonnen, der eigens für dieses Bauprojekt angelegt worden war. Dieser Stauweiher erfasste alle natürliche Zuflüsse an Oberflächenwasser im oberen Kohlbachtal. Ein Pumpenhaus leitete das Wasser nach Göttelborn, wo es die Bewohner an drei Zapfanlagen anzapfen konnten.

#### Fledermauspfad
Am und um den alten Schlammweiher wurde vom Stadtverband Saarbrücken ein sogenannter Fledermauspfad errichtet. Fledermäuse, in diesem Fall Wasserfledermäuse, sind Kulturfolger und haben am Ufer des Absinkweihers ein ideales Jagdhabitat gefunden und sich dort angesiedelt. Dieses künstlich geschaffene Habitat verdanken sie dem Bergbau der ehemaligen Grube Göttelborn. Als besonders wertvoll hat sich für die Fledermäuse ein dichter Schilfgürtel erwiesen, da er als Kinderstube zahlreicher wasserbewohnender oder im Wasser schlüpfender Insekten dient. In diesem dichten Stängelwald finden die Jugendstadien der Insekten nicht nur genügend Untergrund zum Anhaften, sondern auch Schutz vor hungrigen Fischen, wodurch die Nahrungsgrundlage der Fledermäuse gesichert wird. Kleine und größere Gruppen können sich entweder bei der Gemeinde Quierschied oder beim Stadtverband Saarbrücken einen kleinen oder einen großen Fledermausrucksack ausleihen und dann unter Anleitung sowie mit Hilfe verschiedener Geräte (darunter ein Ultraschall-Detektor, zum Hör- und Sichtbarmachen der Jagdgeräusche der Fledermäuse) während einer Nachtwanderung auf die Suche nach Fledermäuse begeben. Darüber hinaus werden von der Unteren Naturschutzbehörde des Stadtverbandes Saarbrücken Führungen mit einem sogenannten Batman angeboten.

#### NeuerSchlammweiher /Hahnwiesweiher

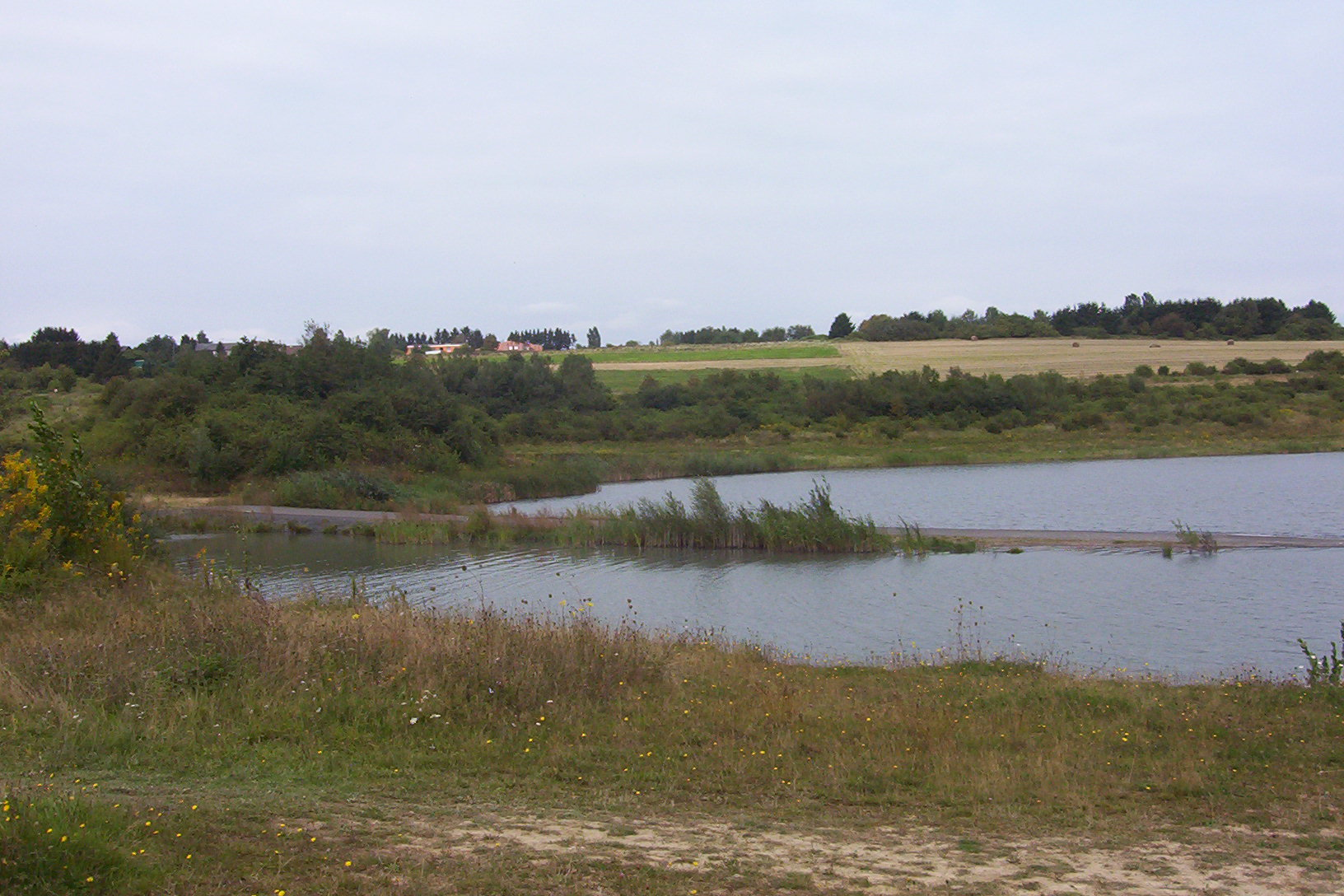
Neuer Schlammweiher

Nachdem der alte Schlammweiher im Kohlbachtal nicht mehr ausreichte, musste ein neuer Schlammweiher errichtet werden. Nach großen öffentlichen Diskussionen im Vorfeld wurde 1989 mit dem Hahnbachtal bei Illingen ein passender Standort gefunden und ein neuer Absinkweiher angelegt. Zuvor waren bereits das Merchtal bei Merchweiler (Aktionsgemeinschaft Rettet das Merchtal), das Hölzerbachtal bei Fischbach-Camphausen, das Malzbachtal bei Uchtelfangen und das Fröhn-Rödelbachtal bei Holz nach massivem Widerstand der örtlichen Bevölkerung als Standorte verworfen worden, daraufhin entschied sich das Wirtschaftsministerium des Saarlandes für eine kleine Lösung und fand sie mit dem Hahnbachtal. Um den Weiher herum wurde ein bis zu 36 Meter hoher und bis zu 40 Meter breiter Damm errichtet. Wie auch der alte Schlammweiher wird der neue Schlammweiher allmählich in ein natürliches Gewässer umgewandelt.

#### Konzertwald
Der ehemalige Bergfestplatz, der heutige Konzertwald, wurde bereits 1887, kurz nach dem Anhieb der Grube Göttelborn, errichtet. Ähnlich einem Park wurde in der umzäunten Anlage ein Musikpavillon errichtet, in dem regelmäßig Konzerte stattfanden (daher auch der Name, der sich bei der Göttelborner Bevölkerung bis heute so erhalten hat). Früher befanden sich auf dem Festplatz auch noch Blumenbeete und eine Springbrunnenanlage. Heute erinnern nur noch die zahlreichen Bäume und die 1950 für die marode Bismarckhalle errichtete Sankt-Barbara-Festhalle, an den ehemaligen Festplatz. Die Halle wurde zuletzt als Diskothek genutzt und stand seit Jahren leer. Seit 2015 wird der Konzertwald als Dorfplatz genutzt. In der Festhalle befindet sich eine Tagespflege nebst Restaurant.

#### Kaiserlinde

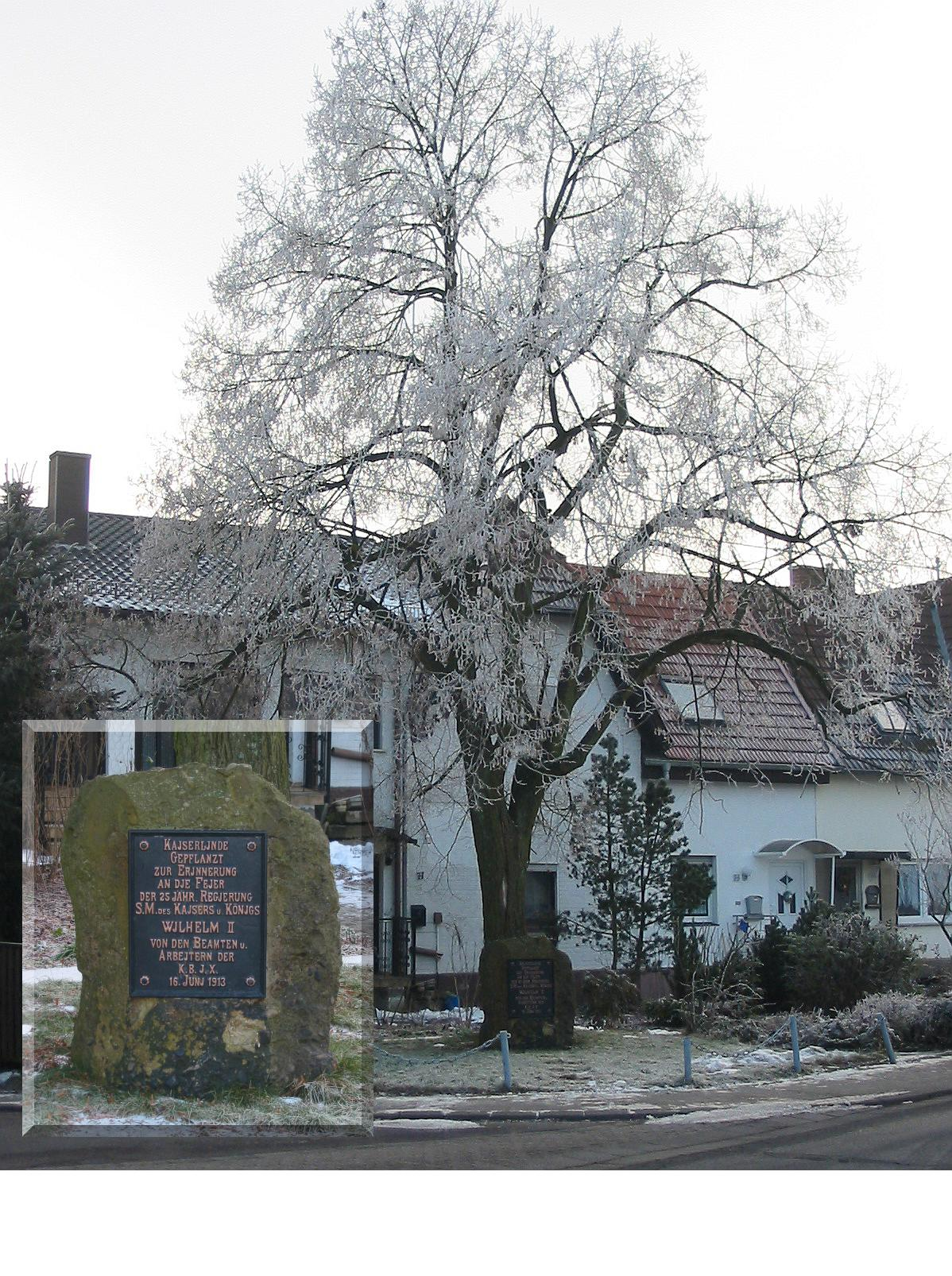
Kaiserlinde

An der Kreuzung Hauptstraße/Zum Wackenberg wurde am 16. Juni 1913 zur Feier der 25-jährigen Regierungszeit des Kaisers Wilhelm II. Kaiserlinde in der Hauptstraße eine Linde, die sogenannte Kaiserlinde, gepflanzt. Ein Gedenkstein aus Holzer Konglomerat erinnert noch heute an diese Feier.

#### Naturschutzgebiet Oberes Merchtal
Während der Suche nach einem neuen Standort für den neuen Schlammweiher war das Naturschutzgebiet Oberes Merchtal, das so genannte Wiesental, kurz vor seinem Ende. Dies hätte für zahlreiche Tier- und Pflanzenarten (einige davon auf der roten Liste), das endgültige Aus in ihrem bisherigen Lebensraum bedeutet. Da jedoch die Aktionsgemeinschaft Rettet das Merchtal über 3.500 Unterschriften sammelte, wurde dieser Plan verworfen. Wissenschaftliche Untersuchungen haben eindeutig nachgewiesen, dass das weitläufige Areal, vor allen Dingen dank seiner Sandweiden absolut naturschutzwürdig ist. Im oberen Merchtal ist eine breite Vielfalt an Tierarten heimisch: unter anderem wurden 62 Vogelarten nachgewiesen, neun davon stehen auf der Roten Liste, außerdem sind 36 Arten von Faltern hier zu Hause, neun davon ebenfalls auf der Roten Liste. Inzwischen hat sich das obere Merchtal zu einem beliebten Naherholungsgebiet entwickelt, was auch dem Saar-Nahe-Wanderweg, der durch dieses Gebiet führt, zu verdanken ist. Das obere Merchtal kann als ideale Kombination von Naturschutz, landwirtschaftlicher Nutzung und Naherholung angesehen werden.

### Wanderwege
Aufgrund seiner Lage ist der Ort Göttelborn Ziel oder zumindest Teiletappe zahlreicher Wanderwege, wie zum Beispiel:
- Naheweg
- Haldenrundweg
- Der Jakobsweg für durch Göttelborn. Der Pilgerstempel zeigt zwei Fördergerüste.[10]

### Sport
- Grubenstadion des Sportvereines, Zum Schacht: Obwohl der Sportverein bereits 1913 gegründet wurde, hatte der Verein zunächst keinen eigenen Sportplatz, sondern benutzte den (inzwischen ehemaligen) Wahlschieder Sportplatz mit. Nachdem die Grube eine Fläche für einen Sportplatz zur Verfügung stellte, begannen dort Arbeiten für eine Spielstätte, diese wurden jedoch 1942 ausgesetzt, da der Platz zur Errichtung eines Zwangsarbeiterlagers benötigt wurde. Nach dem Zweiten Weltkrieg bemühte sich der Verein erneut um ein Gelände für einen Sportplatz, südlich der Hauptstraße an der Zufahrtsstraße der Grube (heute Zum Schacht) wurde dann ein geeigneter Platz gefunden. Zwischen 1947 und 1951 wurde das Grubenstadion von Berglehrlingen unter Aufsicht ihrer Ausbilder errichtet. 32.000 Kubikmeter Erde wurden in dieser Zeit mit Hilfe von Förderbändern und Schienenkipplohren bewegt. Auf 18.000 Quadratmetern wurden ein Fußballfeld (mit den olympischen Maßen von 70 auf 105 Meter) sowie Laufbahnen errichtet. Ein Nebenplatz mit der Größe von 7.500 Quadratmetern wurde für den eventuellen Bau einer Turnhalle und eines Freibades vorbereitet, letztendlich wurden dort jedoch im Jahr 1976 vier Tennisplätze und das Clubheim des Tennisclubs, sowie später ein Boulefeld und ein Spielplatz errichtet.
- Direkt neben dem Grubenstadion befinden sich drei Tennisplätze sowie das Clubheim des Tennisclub Göttelborn (TCG), die von den Vereinsmitgliedern während der Sommermonate zum Training benutzt werden. Das vom TCG alljährlich veranstaltete Hobbyturnier Ein Dorf spielt Tennis findet ebenfalls dort statt.
- Neben den Tennisanlagen befindet sich auch ein Bouleplatz, der von Hobbyspielern genutzt wird.
- Neben der Grundschule befindet sich ein Beachvolleyballfeld, das von der Sparte Volleyball des Turnverein Göttelborn genutzt wird.

### Regelmäßige Veranstaltungen

#### Feste
- Adventsmarkt (meistens am 1. Advent)
- Patronatsfest (Heher Fest)
- Kindergartenfest
- Schulfest der Grundschule Fischbach-Göttelborn
- Herbstfest des Bergmannsvereines
- Faschingsumzug (Faschingssonntag)

##### Göttelborner Dorffest
Das Göttelborner Dorffest findet (mit zwei Ausnahmen) seit 1980 jedes Jahr im August, meistens am ersten Augustwochenende statt. In den ersten beiden Jahren fand es im Konzertwald statt, seitdem wird es auf dem Göttelborner Marktplatz veranstaltet. Dort findet das Fest, mit Ausnahme des Jahres 1989, immer mit großer Aktionsbühne statt. Höhepunkt des Dorffestes und fester Bestandteil des alljährlichen Bühnenprogramms ist die Göttelborner Maxi-Playback-Show, bei der zahlreiche Göttelbornerinnen und Göttelborner ihren Idolen nacheifern. Die teilnehmenden Vereine bieten an ihren Ständen zahlreiche Getränke und Mahlzeiten an, darüber hinaus sorgen Karusselle und Springburgen für Vergnügen. Vom 10. bis zum 12. August 2007 fand das Göttelborner Dorffest zum 25. Mal statt. Zur Feier dieses Jubiläums stand das Dorffest unter dem Motto Deutsch-Französische Freundschaft, Schirmherr war neben dem Bürgermeister der Gemeinde Quierschied, Otwin Zimmer, aus diesem Grund auch der französische Generalkonsul im Saarland, Jean-Georges Mandon.

#### Sportveranstaltungen
- Internationaler Volleyball-Sparkassencup des Turnverein Göttelborn e. V. (Anfang September)
- Gauditurnier des Sportvereines
- Ein Dorf spielt Fußball
- Ein Dorf spielt Volleyball
- Ein Dorf spielt Tennis

## Wirtschaft und Infrastruktur
Nach der Schließung der Grube war die Wirtschaft des Ortes durch kleinteilige Handwerks-, Einzelhandels- und Gastronomiebetriebe geprägt. Im Zuge der Umwandlung des Grubenareals zu einem Gewerbegebiet siedelten sich dort Unternehmen unterschiedlicher Branchen an. Als größte Betriebe vor Ort sind ein Werk der Hydac-Gruppe, das Logistikzentrum der 'Apolog GmbH (des zentralen Logistikdienstleisters der Saarland Heilstätten GmbH) sowie der Baumaschinenvermieter BBL Mietservice GmbH zu nennen.
Als Lokalmedien erscheinen in Göttelborn bzw. der Gemeinde Quierschied drei Zeitungen: der Quierschieder Anzeiger, der Wochenspiegel Fischbachtal/Sulzbachtal und Der Quierschder.
Neben der 2005 mit der Schule von Fischbach zusammengelegten Grundschule Fischbach-Göttelborn befindet sich auch noch ein Kindergarten vor Ort. Zudem befinden sich auf dem ehemaligen Grubengelände eine Außenstelle der HTW Saar (Fakultät für Architektur und Bauwesen) sowie die Fachhochschule für Verwaltung des Saarlandes.

### Verkehr
Göttelborn liegt in verkehrsgünstiger Lage 12 Kilometer nördlich der Landeshauptstadt Saarbrücken. Über die A 1 und A 8 ist Göttelborn an das Fernstraßennetz angebunden. Mit öffentlichen Verkehrsmitteln bestehen Verbindungen in die umliegenden Orte, welche im Wesentlichen von der NVG und der RSW betrieben werden.

### Öffentliche Einrichtungen
- Gemeindehaus, Hauptstraße 164
- Friedhof, Zur Martinshütte
- Gemeindebücherei, Nebenstelle Göttelborn, Grundschule, Hauptstraße 189
- Gemeinde Quierschied
- Ortsvorsteherbüro und Verwaltungsaußenstelle, Hauptstraße 164
- Schiedsstelle, Hauptstraße 164
- Postagentur Göttelborn, Hauptstraße 146
- katholische Kirche St. Josef, Josefstraße 30
- evangelische Friedenskirche, Hauptstraße
- Mehrzweckhalle der Grundschule, Hauptstraße 189

## Persönlichkeiten

### Söhne und Töchter des Ortes
- Anna (Änne) Wiggert (* 5. Oktober 1894; † 22. August 1960 in Berlin-Zehlendorf), Ehefrau des preußischen Regierungspräsidenten, deutschen Politikers und Widerstandskämpfers Ernst von Harnack, Tochter des Königlich-Preußischen Geheimen Oberbergrats Ernst Wiggert
- Maria Spies, Mutter Angelina (* 5. April 1898; † 11. Juli 1970)
- Wilhelm Spies, Bruder Bertram (* 6. August 1901; † 11. Juli 1970)
- Alfons Peter Jochum (* 21. Juli 1908; † ?), Priester
- Karl Heinz Jacoby (* 11. August 1918; † 29. Januar 2005 in Trier), Weihbischof in Trier
- Manfred Zeiner (* 26. Februar 1921; † 2005), Bürgermeister und Ortsvorsteher von Göttelborn, Landtagsabgeordneter, Träger des Bundesverdienstkreuzes
- Alfons Kolling (* 13. September 1922; † 9. Dezember 2003 in Göttelborn), Landeskonservator des Saarlandes
- Franz-Rudolf Reichert (* 13. März 1930; † 19. März 1988 in Klausen), Priester und Bibliothekar
- Heinz Simmet (* 22. November 1944; † 31. Januar 2024), Fußballspieler (Borussia Neunkirchen, Rot-Weiss Essen, 1. FC Köln)
- Gerd Erdmann (* 1948), Bildhauer und Maler
- Frank Endres (* 15. April 1966), Universitätsprofessor, internationaler Experte auf dem Gebiet der Ionischen Flüssigkeiten
- Esther Birringer (* 22. Oktober 1983), Pianistin
- Lea Birringer (* 23. November 1986), Violinistin

### Persönlichkeiten, die vor Ort gewirkt haben
- Hans Glawe, Bildhauer (* 7. Mai 1923 in Neunkirchen (Saar))
- Alois Hospelt, Pastor (* 6. Mai 1892 in Berg im Ahrtal; † 29. März 1970 in Göttelborn) (die Pastor-Hospelt-Straße in Göttelborn ist nach ihm benannt)
- Friedrich Masselter, Priester und Träger des Bundesverdienstkreuzes (* 12. April 1908 in Heusweiler; † 3. Juli 1979)

## Sonstiges

### Die Heh
Die Göttelborner sprechen von ihrem Wohnort meistens nur als die Heh (Dialekt für die Höhe, wegen der Göttelborner Höhe, die 444 m hoch ist) und sehen sich selbst dementsprechend auch als Heher an. Die alljährlich stattfindende Göttelborner Kirmes, wird auch immer als Heher Fest beworben. Es handelt sich dabei nicht um ein Patronatsfest, da die Gemeinde nach St. Josef benannt ist (Josefstag ist der 19. März). Vielmehr hat der frühere Göttelborner Bürgermeister Jakob Busch das Fest auf seinen Namenstag, nämlich den 25. Juli festgelegt. Auch der Göttelborner Karnevalsverein nannte sich bei seiner Gründung im Jahr 1964 Karnevalverein „Von der Höh“ e. V. und trägt diesen Namen bis heute. Auf den Göttelborner Dorffesten 2004 (22. Dorffest) und 2005 (23. Dorffest) fand an den Freitagabenden ein Jugendbandwettbewerb unter dem Titel HYBC – Heher Young Band Contest statt. In diesen beiden Jahren fand darüber hinaus auch die Spiel- und Sportveranstaltung Heher Spassl statt. Der aus Göttelborn stammende Liedermacher Manuel Sattler, der seine Lieder auf Saarländisch singt, nennt sich Liedermacher von da Heh.

### Aktuelles
2008 hat der Ort Göttelborn sein 250-jähriges Bestehen gefeiert. Ein eigens dafür eingerichteter Festausschuss aus Vertretern der Politik, der Vereine und engagierten Bürgern organisierten mehrere Festivitäten. Einen Kohlemeiler, der an die Ursprünge des Ortes, dessen Bewohner mit dem Wald lebten, erinnern sollte, ein großes Festzelt und einen historischen Festumzug, der Aspekte bis zur aktuellen Ortsgeschichte beleuchtete. Als Grundlage der 250-Jahr-Feier wurde das Jahr 1758 genommen. Da jedoch bereits auf einer alten Grenzkarte aus dem Jahre 1735 der Name Gödelborn auftaucht, wird die Gründung Göttelborns im Jahre 1758 von vielen in Frage gestellt. Wenn man jedoch das Jahr 1735 als Ausgangsbasis nimmt, hätte das Jubiläum bereits 1985 erfolgen müssen.